# Sara Eriksson Dikanda
Sara Anne Eriksson Dikanda, född Eriksson 23 januari 1974 i Luleå, är en svensk tidigare brottare i 63-kilosklassen.
Eriksson Dikanda växte upp i Töre, norr om Luleå, och flyttade 1990 till Klippan för att gå vid brottargymnasiet. Hon har tävlat för Örgryte IS Göteborg och har vunnit VM-guld 1995 och 1996. Vidare har hon vunnit sju SM-guld 1996-2002 och förutom EM- och VM-guld 1996 har hon även flera EM- och VM-medaljer. Den sista medaljen tog hon 2002, då hon tog EM-guld.
Hon har valts in Göteborgsidrottens Hall of Fame, som första kvinnliga brottare och den fjärde inom brottningen. 2015 deltog hon i TV-programmet Mästarnas mästare. Hon är även invald i Internationella brottningsförbundets Hall of Fame(de).
Mellan 2017 och 2022 var Eriksson Dikanda förbundskapten för Sveriges damlandslag i brottning.
Hon är gift med Pierre Dikanda som också är före detta svensk mästare i brottning.